# Château d'Ehrenfels (Hesse)
Pour les articles homonymes, voir château d'Ehrenfels.
Le château d'Ehrenfels est un château fort situé à proximité du village de Rüdesheim am Rhein sur le Rhin. Comme partie de Vallée du Haut-Rhin moyen elle a été inscrite sur la liste du patrimoine mondial de l'UNESCO en juin 2002 pour son ensemble unique associant un patrimoine géologique, historique et culturel.

## Histoire
Le château d'Ehrenfels fut construit aux alentours de 1210 en face de Bingen am Rhein pour Philipp von Bolanden, un ministériel de l´archevêque de Mayence Siegfried II von Eppstein, afin de protéger le Rheingau de l´Électorat de Mayence contre les attaques venant du nord.  En 1222, le château a été frappé par un jugement royal à Mayence. Il était rempli de chevaliers de l'électorat et vers le milieu du XIIIe siècle servait de station de péage. Sa bonne exposition au-dessus de gouffre du Binger Loch était très importante du point de vue stratégique. Le bureau de douane était réellement sur le fleuve Rhin et a été relié à la Mäuseturm de Bingen. Les deux tours sont réunies par un haut mur du côté de la montagne, par où l'on pouvait attaquer le château.
Pendant des siècles, il servait de poste de péage pour la caisse de l'archevêché de Mayence. En 1301, pendant la guerre de douane du Rhin contre le roi Albert le château a été la base de l'électeur de Mayence Gérard II d'Eppstein et ce n'est qu'en 1314 qu'il fut rendu à l'archevêque Pierre d'Aspelt. à réécrire : L'administrateur Cunon II de Falkenstein (qui devint dans la suite évêque de Trêves), a aménagé le placement après qu'il a été engagé à lui en 1353 à Mayence, la deuxième querelle du canonicat de Mayence. Gerlier de Nassau (1322-1371) a essayé de le laisser en gage, en prétendant que Cunon se faire assassiner, et en 1356 ont occupé le château.
Après 1379, le château a été propriété du chapitre de la cathédrale de Mayence. Depuis ce temps ce château était souvent la résidence des électeurs de Mayence. Les archevêques Jean II, Conrad III de Dhaun, Thierry d'Isembourg, Dietrich Schenk von Erbach et Adolphe II y résidaient, plusieurs documents le mentionnent. Après la mort de Jean II le chapitre de Mayence s'y assembla, en 1419 pour élire Conrad III.
Fortement endommagé par les Suédois pendant la guerre de Trente Ans en 1635, le château fut détruit en 1689 par les troupes de Louis XIV sous Nicolas Chalon du Blé pendant la guerre de la Ligue d'Augsbourg. Le château ne fut jamais reconstruit.

## Vignoble
Le cépage Ehrenfelser, une obtention de Heinrich Birk dans l'institut Institut für Rebenzüchtung und Rebenveredlung der Hessischen Forschungsanstalt für Weinbau, Gartenbau, Getränketechnologie und Landespflege aujourd'hui Forschungsanstalt Geisenheim est appelée ainsi d'après le château Ehrenfels.

## Source
- (de) Cet article est partiellement ou en totalité issu de l’article de Wikipédia en allemand intitulé « Burg Ehrenfels (Hessen) » (voir la liste des auteurs).